# Ganquan Dao (Xisha-Inseln)
Ganquan Dao (chinesisch 甘泉島 / 甘泉岛, Pinyin Gānquán Dǎo – „Süßwasserquellen-Insel“; vietnamesisch: Đảo Hữu Nhật), englisch Robert Island oder Round Island, ist eine Koralleninsel im Südchinesischen Meer. Sie gehört zum Yongle-Archipel der Xisha-Inseln. 
Die Insel wird, wie die gesamte Inselgruppe, von der Volksrepublik China kontrolliert, aber im Rahmen der Territorialkonflikte im Südchinesischen Meer auch von Vietnam und der Republik China auf Taiwan beansprucht.
Die auf ihr befindliche archäologische Ganquandao-Stätte (chin. Ganquandao yizhi 甘泉岛遗址) aus der Zeit der Tang- und Song-Dynastie steht seit 2006 auf der Liste der Denkmäler der Volksrepublik China (6-174).
Die VR China verwaltet die Insel als Teil der Stadt Sansha, Provinz Hainan.